# 胃 (臟腑)
在中医學，胃为六腑之一，和五臟中的脾爲表裏。功能主要是受纳和腐熟水谷，因此有“水谷之海”（《灵枢·海论》）之称；饮食物经过胃而下送小肠，故胃以通降为顺；人体的气血、津液等为食物中营养物质所化生，首先依靠胃的受纳，故胃气的强弱对保持人体健康和疾病的预后有重要关系。

## 外部連結
- 胃炎 中藥方劑圖像數據庫 (香港浸會大學中醫藥學院) （中文）（英文）
- 胃腸炎 中藥方劑圖像數據庫 (香港浸會大學中醫藥學院) （中文）（英文）